# Заба Никиема, Жаклин Мари
Жаклин Мари Заба Никиема (фр. Jacqueline Marie Zaba Nikiema; 19 сентября 1957, Уагадугу) — дипломатический деятель Республики Буркина-Фасо. Бывший полномочный министр и советник по иностранным делам.
С 7 декабря 2016 года была назначена послом в Бельгии. Одновременно, посол при британском королевском дворе, в Нидерландах, Люксембурге и Ирландии, представитель Буркина-Фасо в Европейской комиссии и Организации по запрещению химического оружия.

## Биография
Изучала государственное управление в университете Лиона и Сорбонне.
Магистр государственного управления. Окончила специализированную аспирантуру (DESS) в области политологии со специализацией в области развития и сотрудничества.
В 1991 году начала карьеру на дипломатической службе в качестве главы отдела Организации Объединенных Наций, Группы 77, Движения неприсоединения в Уагадугу , Буркина-Фасо. С 1995 по 2001 год возглавляла отделы Азии и Ближнего Востока в Министерстве иностранных дел страны, работала советником в Бонне и Берлине. С 1991 по 2005 год работала в Национальной комиссии франкофонии в Буркина-Фасо. С 2005 по 2008 год она была техническим советником заместителя государственного секретаря. С 2008 по 2016 год была советником председателя Экономического сообщества западноафриканских государств в Гвинее.

## Награды
- Орден Буркина-Фасо

В настоящее время является исполнительным членом Ассоциации развития провинции Базега в Буркина-Фасо.
Замужем, имеет троих детей.